# Volke - Entwicklungsring SE

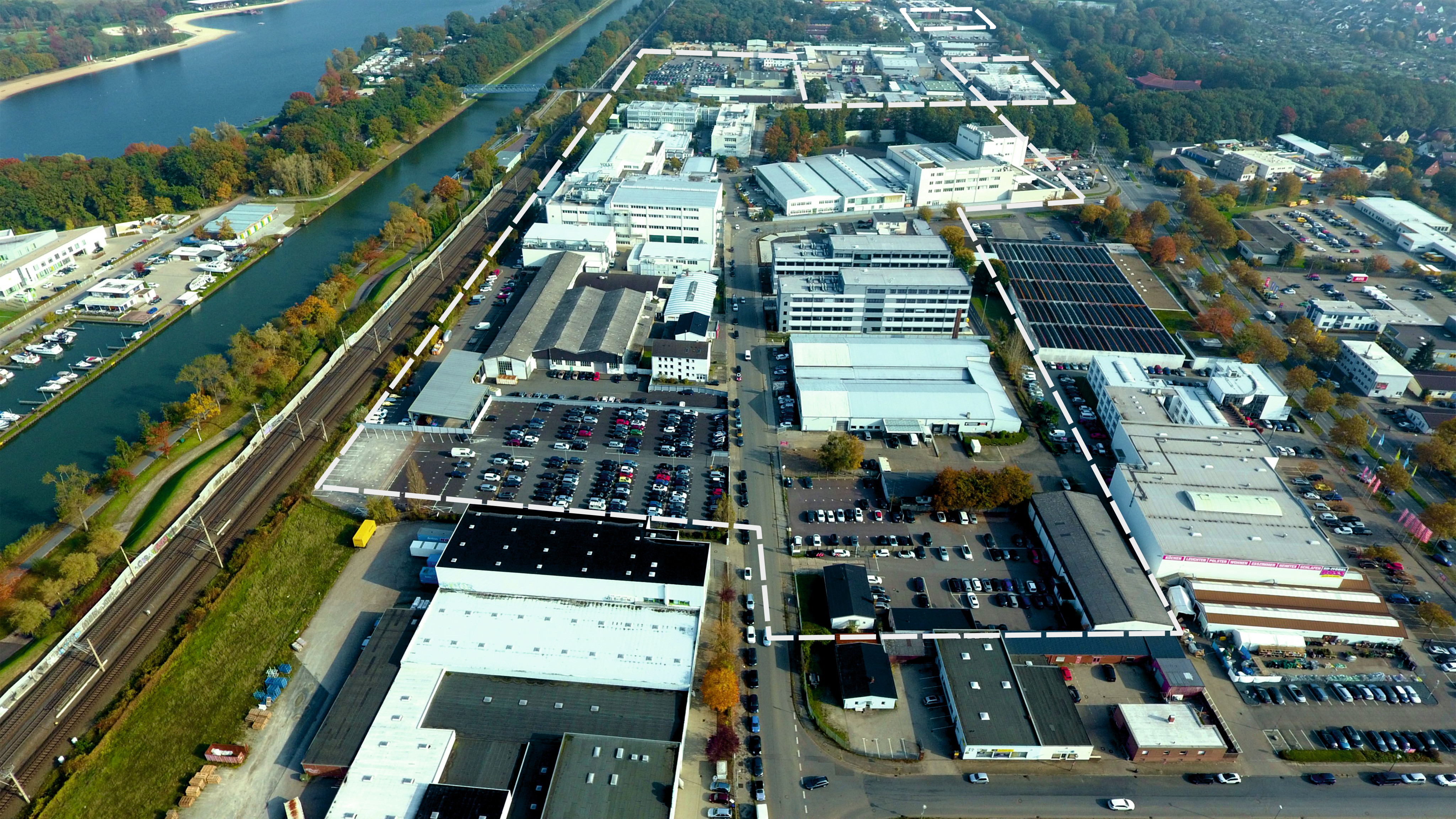
Betriebsstätte am Standort Wolfsburg

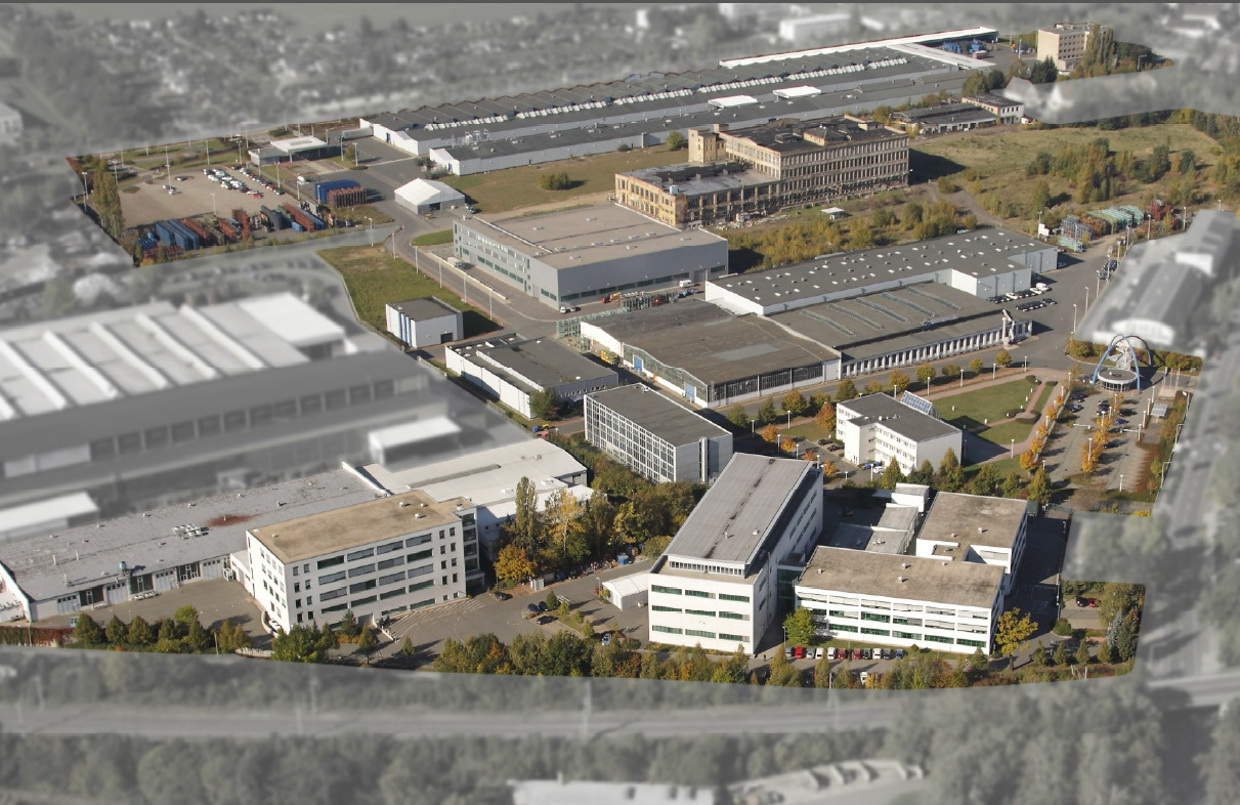
Betriebsstätte am Standort Zwickau

Volke ist ein Unternehmen für technische Lösungen im Automobilbau. Seit der Gründung im Jahr 1968 entwickelt die Firma Fahrzeugkonzepte, von der ersten Idee bis zur Serienreife.  

## Entwicklungsschwerpunkte
- Entwurfs- und Feasibility-Design einschließlich Design-Modellbau
- Class A Außenhauterstellung
- Karosseriekonstruktion (Rohbau, Interieur, Exterieur)
- Elektrik-/Elektronikkonstruktion
- Aggregateentwicklung (Motor, Getriebe, Fahrwerk) einschl. Erprobung
- Strukturanalyse (FEM, Crash, Festigkeit etc.)
- Prototypenbau (Konzeptfahrzeuge, Versuchs-/Aggregateträger)
- Showcars (Präsentations-/Messemodelle)
- Gesamtfahrzeugerprobung

Auszubildende der Unternehmensgruppe finden sich wiederholt auf den Jahrgangs-Bestenlisten der IHK wieder und wurden mehrfach ausgezeichnet.

## Gesellschaften

### Entwicklungszentren
- Wolfsburg
  - Volke Entwicklungsring SE
  - FEP – Fahrerprobung Sachsen GmbH
  - IVP IAVF - Volke Prüfzentrum für Verbrennungsmotoren GmbH
  - VKD – Volke-Kommunikations-Design GmbH
  - Volke Mladá Boleslav spol.s.r.o.
- München
  - Volke Consulting Engineers GmbH & Co. Planungs KG
- Zwickau
  - FES GmbH Fahrzeug-Entwicklung Sachsen
  - Auto-Entwicklungsring Sachsen GmbH
- Greer (Vereinigte Staaten)
  - Volke Consulting Ltd.[8]

## Standort München

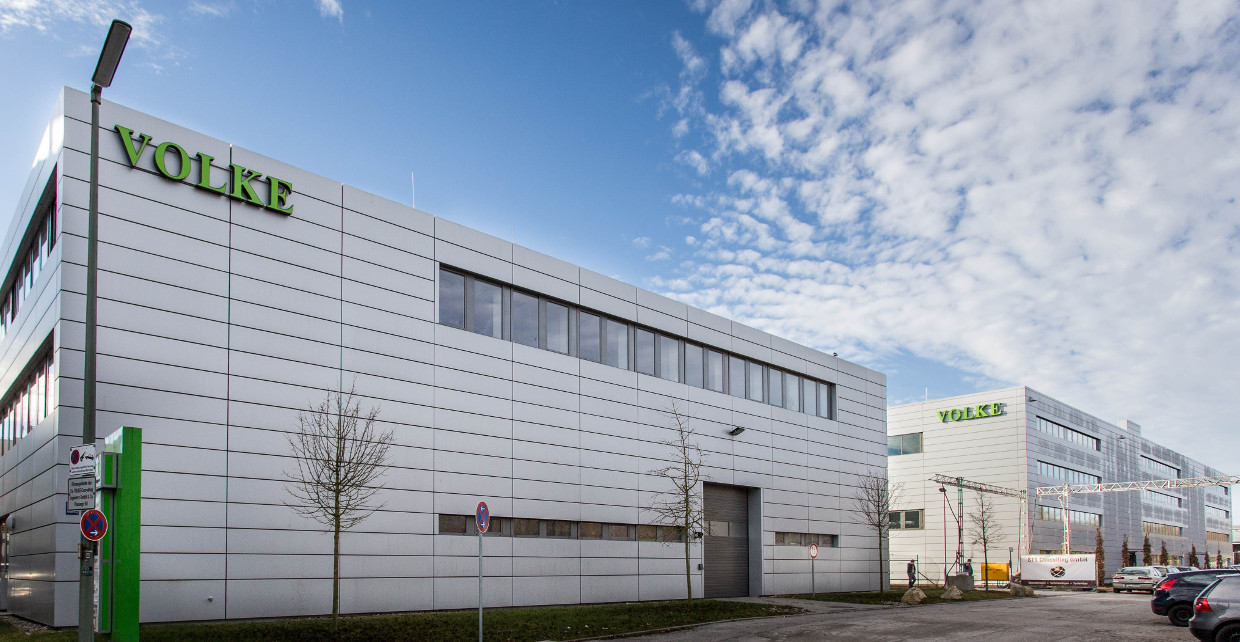
Hauptbetriebsstätte der Volke Consulting Engineers & Co. Planungs KG, Schätzweg 7–9, München

Am Standort München entwickelt die Volke Consulting Engineers GmbH & Co. Planungs KG mit über 450 Mitarbeitern technische Lösungen im Bereich Automotive. Der Standort bzw. diese Tochtergesellschaft wurde 1968 begründet.